# Stephen Kay
Stephen T. Kay (n. 1963, Noua Zeelandă) este un actor american, regizor și scenarist.